# Lia Ramos Fernández
Lia Ramos Fernández (Lima, 1969) es una ingeniera agrícola peruana reconocida por sus contribuciones al desarrollo de tecnologías innovadoras para el sector agrícola.Su trabajo se centra en la aplicación de la teledetección y la tecnología de drones para mejorar la eficiencia del riego y la gestión de recursos hídricos, especialmente en el cultivo del arroz.Al 2025, es investigadora principal del Área Experimental de Riego y profesora principal en la Universidad Nacional Agraria La Molina (UNALM).

## Biografía

### Primeros años y educación
Desde temprana edad se interesó por las sustancias que contaminan la tierra y el agua. Lia Ramos obtuvo el título de ingeniera agrícola en la Universidad Nacional Agraria La Molina (UNALM).Posteriormente, realizó estudios de maestría en ingeniería sanitaria y medio ambiente e ingeniería agrícola en la misma universidad y un doctorado en Ingeniería del Agua y del Medio Ambiente en la Universidad Politécnica de Valencia (España). Al 2025, se desempeña como profesora principal en la UNALM, donde dirige el Grupo de Investigación en Teledetección y Cambio Climático Aplicados al Agua y a los Recursos Agrícolas.

### Trayectoria profesional
Desde 2002, se desempeña como docente e investigadora en la especialidad de Ingeniería Ambiental, Hidrología y Riego de la UNALM. En el 2014 asume la responsabilidad del Área Experimental de Riego, así como del grupo de investigación en Teledetección y Cambio Climático aplicado a la agricultura y a los recursos hídricos.
Sus investigaciones se centran en el diseño de sistemas de riego de precisión, basados en el uso de drones y sensores remotos, que permiten monitorear las condiciones de los cultivos en tiempo real y optimizar la aplicación del agua de manera eficiente. Además, ha desarrollado modelos para estimar el rendimiento de cultivos y evaluar la calidad del agua, empleando datos provenientes de sensores remotos, con el fin de respaldar la toma de decisiones estratégicas en la gestión agrícola. Además, ha liderado proyectos de incorporación de investigadores postdoctorales financiado por CONCYTEC.
Durante el periodo 2014 al 2018, Lia Ramos centró sus investigaciones en la modelización hidrológica y el diseño de sistemas de riego, destaca su trabajo sobre modelación hidrológica en la cuenca del río Júcar (España). Además exploró la utilidad de la precipitación obtenida por satélite en la modelación hidrológica demostrando así, el potencial de los datos satelitales en la hidrología.

## Premios y reconocimientos
Lia Ramos ha recibido diversos reconocimientos por su labor científica y tecnológica específicamente por su impacto en la modernización del sector agrícola peruano y su contribución a la sostenibilidad de los recursos hídricos.

## Publicaciones seleccionadas
Esta es una lista de los trabajos científicos más citados de la investigadora; para revisar el listado completo revisa el perfil del investigador en Google Scholar.
- Fernando García-Ávila, Alex Aviles-Anazco, Juan Ordonez-Jara, Christian Guanuchi-Quezada, Lisveth Flores del Pino, Lía Ramos-Fernández (2019-12). «Pressure management for leakage reduction using pressure reducing valves. Case study in an Andean city». Alexandria Engineering Journal 58 (4). ISSN 1110-0168. doi: https://doi.org/10.1016/j.aej.2019.11.003. Consultado el 13 de marzo de 2025.
- Fernando García-Ávila, Alex Avilés-Añazco, Juan Ordoñez-Jara, Christian Guanuchi-Quezada, Lisveth Flores del Pino, Lía Ramos-Fernández (2021-12). «Modeling of residual chlorine in a drinking water network in times of pandemic of the SARS-CoV-2 (COVID-19)». Sustainable Environment Research 31 (12). doi: https://doi.org/10.1186/s42834-021-00084-w. Consultado el 13 de marzo de 2015
- Fernando García-Ávila, Lía Ramos-Fernández, Damián Pauta, Diego Quezada (2018-6). «Evaluation of water quality and stability in the drinking water distribution network in the Azogues city, Ecuador». Data in brief 18 (2018). doi: https://doi.org/10.1016/j.dib.2018.03.007. Consultado el 13 de marzo de 2025.